# Války diadochů

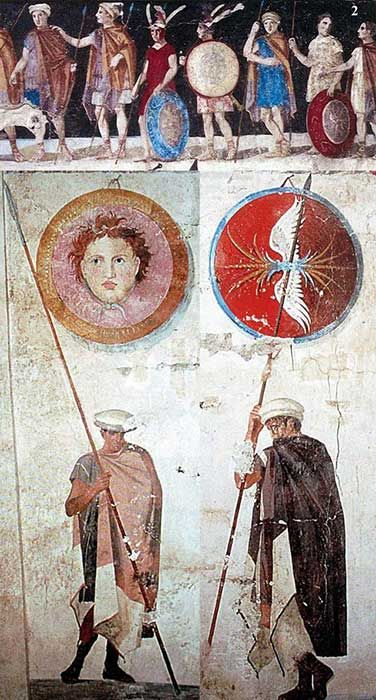
Makedonští vojáci ze zdi starověké hrobky v řecké Tesalonice, 4. století př. n. l.

Války diadochů (starořecky Πόλεμοι τῶν Διαδὀχων, Pólemoi tōn Diadóchōn), jinak též války nástupců Alexandra Velikého, jsou názvy série konfliktů mezi vojevůdci Alexandra Velikého – diadochy – které trvaly s krátkými přestávkami více než čtyřicet let. Tento článek pojednává o první a zároveň nejvýznamnější fázi válek v letech 322–301 př. n. l. Šlo v ní o rozdělení Alexandrovy říše a jejím vyústěním byl vznik několika nástupnických helénistických království. Ústřední postavou mocenského zápasu byl jeden z nejstarších a nejlepších makedonských vojevůdců – Antigonos Jednooký (Monofthalmos).

## Předchozí události

### Alexandrova smrt

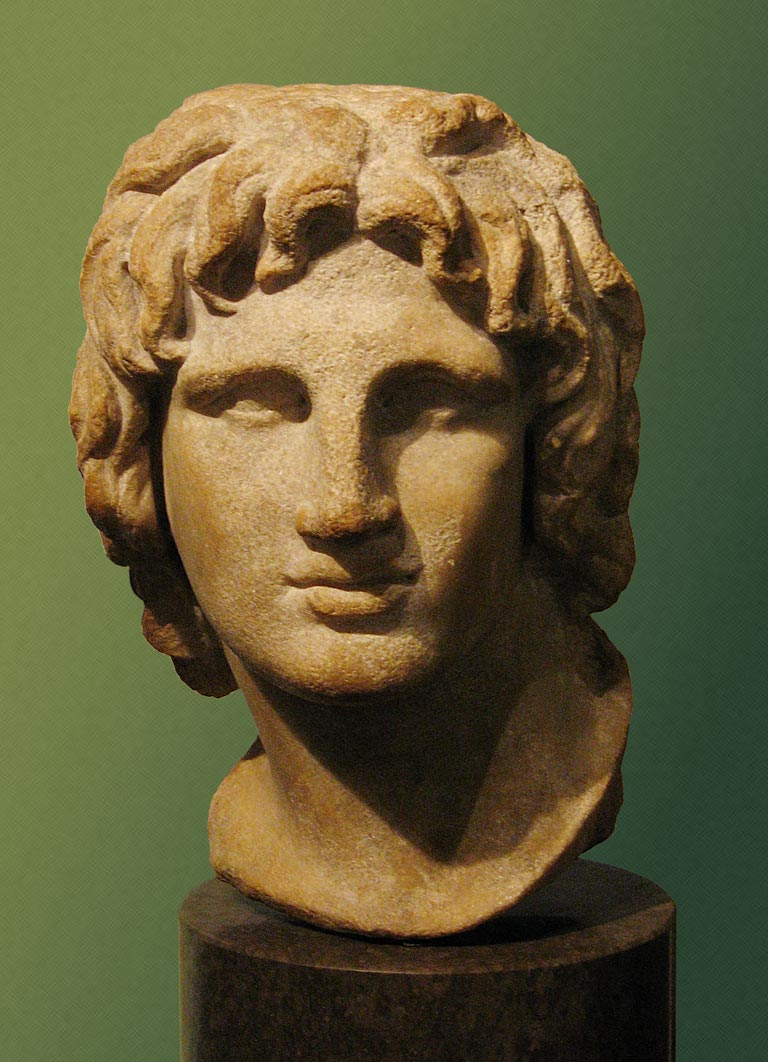
Bysta Alexandra Velikého v Britském muzeu

Když Alexandr 10. června 323 př. n. l. zemřel, zanechal po sobě ohromnou říši, která se skládala z mnoha rozličných a téměř nezávislých regionů. Neurčil však svého nástupce a na smrtelné posteli odkázal říši „tomu nejlepšímu“ (existují domněnky, že ve skutečnosti ji odkázal Kraterovi, ale nejsou dokázané). Ihned po jeho smrti se generálové rozdělili na dva tábory, z nichž jedni chtěli za krále prohlásit Alexandrova nevlastního bratra Filipa Arrhidaia (hlavně velitelé pěchoty) a druzí (hlavně velitelé jízdy) radili počkat na to, zda dítě, které Alexandrovi porodí Roxana bude chlapec a v takovém případě prohlásit králem jeho. Alexandrovi se narodil syn, Alexandr IV., a tak byli nakonec za krále uznáni oba s tím, že měli vládnout společně. Ani jeden toho však nebyl schopen a tak titul regenta, který znamenal faktickou vládu nad říší, získal Perdikkás, vrchní velitel jízdy. Generálové, kteří podpořili Perdikka byli odměněni získáním titulu satrapy (správce provincie). Ptolemaios obdržel Egypt, Laomedón dostal Sýrii a Fénicii, Filotas Kilýkii, Feithón měl na starost Médii, Asander obdržel Kárii, Menander Lýdii, Lýsimachos dostal Thrákii, Leonnatos obdržel (Hellespontskou) Frýgii, Neoptolemos Arménii a Antigonos dostal k (Velké) Frýgii ještě Lýkii a Pamfýlii. Na východě nechal Alexandrovo uspořádání téměř beze změny.

### Lamijská válka (323–322 př. n. l.)
Válkám diadochů bezprostředně předcházela válka lamijská. Řecká města využila příležitosti Alexandrova skonu a povstala proti makedonské posádce, porazila vojsko makedonského místodržícího Antipatra a oblehla ho v Lamii. Antipatros byl zachráněn Leonnatem, který však v boji zahynul. Válka skončila až porážkou athénského loďstva v bitvě u Amorgu 5. srpna 322 př. n. l.

## Války diadochů

### První válka diadochů (322–319 př. n. l.)
Perdikkás a Eumenés proti Antigonovi, Antipatrovi, Ptolemaiovi a Kraterovi.
Brzy však vypukl konflikt mezi samotnými diadochy. Antigonos neuposlechl Perdikkův rozkaz, aby dobyl pro Eumena jemu svěřené provincie na severu Malé Asie a z obavy o svůj život raději uprchl k Antipatrovi do Makedonie. Perdikkas zároveň zrušil zasnoubení s Antipatrovou dcerou Filé a oženil se s Alexandrovou sestrou Kleopatrou. To vyústilo v povstání vedené Antipatrem, Kraterem, Antigonem a Ptolemaiem. Boje vypuly poté, kdy Ptolemaios ukradl Alexandrovy ostatky a pohřbil je v Egyptě. Krateros byl zabit v bitvě proti Eumenovi, který stále zůstával věrný královské dynastii a Perdikkovi. Po neúspěšném pokusu o přechod Nilu byl Perdikkás zabit vlastními důstojníky – Peithonem, Seleukem a Antigenem. Při novém dělení říše v Triparadeisu se regentem stal Antipatros a vrchním velitelem vojska, které mělo za úkol zničit Eumena, byl jmenován Antigonos, jehož syn Démétrios si vzal Antipatrovu dceru Filé. Také byly nově rozděleny provincie – Antigonos dostal ještě Likaonii a Perdikkovi vrazi dostali Babylonii, Médii a Elam. Vládu v evropské části říše držel Antipatros a v asijské Antigonos.

### Druhá válka diadochů (318–315 př. n. l.)
Antigonos a Kassandros proti Polyperchontovi a Eumenovi.
Zanedlouho opět vypukla válka. Roku 319 př. n. l. zemřel Antipatros a jako svého nástupce jmenoval Polyperchonta, což se příliš nezamlouvalo jeho synovi Kassandrovi. Následkem byla občanská válka v Řecku a Makedonii. Kassandra podporoval jak Antigonos, tak Ptolemaios. Polyperchón se spojil s Eumenem, ale byl poražen Kassandrem a musel spolu s malým Alexandrem IV. a jeho matkou Roxanou utéct do Épeiru. S pomocí Olympiady znovu vpadl do Řecka, kde porazil Filipa Arridaia, zajal ho a Olympias ho poté i s jeho ženou Eurydikou dala zabít. Zanedlouho se karta obrátila a Kassandros zajal Olympiadu a dal ji popravit, čímž získal kontrolu jak nad Makedonií, tak i nad malým králem. Na východě byl Eumenés poražen v bitvě v Gabiéně a vlastními vojáky vydán Antigonovi, který ho dal popravit. Peithon je taktéž popraven Antigonem. Seleukos raději prchl k Ptolemaiovi.

### Třetí válka diadochů (314–311 př. n. l.)
Ptolemaios, Kassandros, Lýsimachos a Seleukos proti Antigonovi.
Armáda provolal Antigona regentem a on začal stavět loďstvo a velkou armádu, aby mohl sjednotit Alexandrovu říši pod svoji vládu. Stal se nejmocnějším z diadochů a byl jediným, který stále snil o sjednocení celé říše. Téměř všichni ostatní diadochové se proti němu spojili. Antigonos následně vpadl do Sýrie a na více než jeden rok oblehl Týros. Poté se spojil s Polyperchontem, který stále držel Peloponnés a vyhlásil svobodu všech Hellénů. Ptolemaios mu však úder v Sýrii vrátil, porazil Démétria v bitvě u Gazy a Sýrii opět ovládl. Seleukos se vrátil do Babylonu. Antigonos vyjednal mír s Ptolemaiem, Kassandrem a Lysimachem, aby se mohl v klidu vypořádat se Seleukem. 

### Babylonská válka (311–309 př. n. l.)
Antigonos neúspěšně obléhal Babylón a nakonec zklamaně ustoupil. Přibližně ve stejné době dal Kassandros zavraždit Alexandra IV. a jeho matku Roxanu, čímž skončila Argejská dynastie.

### Čtvrtá válka diadochů (308–301 př. n. l.)

Rozdělení říše Alexandra Velikého po válkách diadochů

Seleukovi se podařilo ovládnout celou Babylónii a vypravil se na východ, aby do říše začlenil východní oblasti, které se již osamostatnily. Antigonos poslal svého syna Démétria do Řecka, aby ho ovládl. Tomu se podařilo obsadit Athény, kde byl uvítán jako osvoboditel. Následně drtivě porazil egyptské loďstvo v bitvě u Salamíny a spolu se svým otcem se prohlásil roku 306 př. n. l. králem. V následujících dvou letech se králi prohlásili i ostatní diadochové. Antigonos podnikl neúspěšný pokus o dobytí Egypta. Démétrios více než rok obléhal Rhodos, ale nepodařilo se mu ho dobýt. Proslul díky svým obléhacím strojům, které kvůli tomu sestrojil. Vrátil se do Řecka, kde úspěšně bojoval s Kassandrem, vládcem Makedonie. Roku 301 př. n. l. byl však odvolán zpět do Asie, kde se schylovalo k velké bitvě. V bitvě u Ipsu byl Antigonos s Démétriem poražen a zabit spojenými silami Lýsimacha a Seleuka. Po této bitvě byla bývalá Alexandrova říše rozdělena na čtyři nástupnická království – Kassandros vládl v Řecku a Makedonii, Lýsimachos v Thrákii a Malé Asii, Ptolemaios v Egyptě a Seleukos vládl velkému, avšak rozdrobenému území na východě.

### Do roku 281 př. n. l.
Po celá desetiletí vládl Lýsimachos Thrákii a od bitvy u Ipsu rovněž západní části Malé Asie. V roce 281 př. n. l. došlo ke střetu mezi ním a Seleukem I. v bitvě u Kúrúpedia. Poměrně krátce před bitvou získal Lýsimachos kontrolu také nad Makedonií. Seleukova říše se rozprostírala na území Malé Asie, Sýrie, Palestiny, Mezopotámie, Persie a střední Asie. O průběhu bitvy samotné toho není příliš známo kromě skutečnosti, že se spolu oba králové utkali ve vzájemném souboji, v němž Lýsimachos Seleukovi podlehl a nedlouho nato zemřel. Třebaže toto vítězství zajistilo Seleukovi nominální vládu nad takřka celým teritoriem kdysi podrobeným Alexandrem (s výjimkou Egypta), Seleukos se ze svého triumfu dlouho neradoval, neboť již krátce po bitvě byl úkladně zavražděn svým hostem Ptolemaiem Keraunem. Bylo příznačné pro tuto neklidnou dobu, že dva někdejší druzi a spojenci se jako staří muži střetli v boji na život a na smrt. Všichni Alexandrovi druzi (hetairoi) žili životy plné násilí a násilná byla nakonec i jejich smrt. Jediný Ptolemaios zemřel v míru v Alexandrii. Seleukův vrah Ptolemaios Keraunos sice prchl do Lýsimacheie, kde byl vojskem mrtvého Seleuka prohlášen za makedonského krále a poté rozdrtil v námořní bitvě flotilu Antigona II. Gonata, avšak během vpádu Keltů vedených náčelníky Bolgiem a Brennem upadl do zajetí, v němž pak byl usmrcen.